# Ichneumon yumyum
Ichneumon yumyum är en stekelart som beskrevs av Joseph Kriechbaumer 1895. Ichneumon yumyum ingår i släktet Ichneumon och familjen brokparasitsteklar. Inga underarter finns listade i Catalogue of Life.